# 2003年ヨーロッパグランプリ
2003年ヨーロッパグランプリ (Allianz Grand Prix of Europe) は、2003年F1世界選手権の第9戦として、2003年6月29日にニュルブルクリンクで開催された。

## レース概要
キミ・ライコネンは初のポールポジションを獲得、25ラップ目までリードを保ち、選手権でのリードを回復できるかと思われたがエンジンブローでリタイア、ラルフ・シューマッハが今シーズン初勝利を挙げた。
スタート後ライコネンはラルフに対してリードを築き上げ、16ラップ目に初のピットインで給油するまで2位に対して9秒の差を付けた。ミハエル・シューマッハはさらに10秒後ろにいた。ラルフは21ラップ目にピットインするまで懸命に追い上げたが、まだ不十分であった。ライコネンのエンジンがブローしたとき、ラルフとの差は4.8秒であった。ライコネンは今シーズン初のリタイアとなった。
ファン・パブロ・モントーヤとシューマッハは2位争いの間の43ラップ目に接触した。ダンロップ・カーブで併走していたときの接触でシューマッハは姿勢を崩した。シューマッハは縁石を乗り上げてスピンし、彼のフェラーリのリアタイヤはグラベルに突っ込んだ。モントーヤはそのまま2位で走行した。3名のマーシャルと消防士がコーナーの危険な場所からフェラーリを押し出し、シューマッハは6位に後退した。
「ミハエルはストレートで速かったけれど、コーナーで彼は非常に遅かった。」とモントーヤは語った。「彼はインサイド、ぼくはアウトサイドにいた。僕は多くの余地を彼に与えたと思った。僕はコースの全てを彼に与えるつもりでは無かったが、僕はそれが問題ないと思った。」
シューマッハはモントーヤが十分な余地を与えたことに同意した。そしてスチュワードによる調査の後に行動を起こさなかった。フェラーリのロス・ブラウンは状況に満足していなかったが、ウィリアムズのテクニカル・ディレクターのパトリック・ヘッドは、モントーヤが罰せられたならそれは事実上フォーミュラワンレースにおいて追い越しが許されないという宣言であると述べた。
57ラップ目にマクラーレンのデビッド・クルサードはシケインでフェルナンド・アロンソへアプローチする際に突然コースを外れスピンしリタイアとなった。「アロンソは前のラップよりも10m早くブレーキを掛けた。」とクルサードは語った。「彼はリアタイヤが完全にすり減っていて、その問題に対処していた。しかし僕はちょうどアウトとなった。」アロンソはレースを続け、最終ラップにはシューマッハを捕らえて4位となった。
ウィリアムズが1-2を達成、ノーポイントに終わったマクラーレンに代わってコンストラクターズ2位に浮上した。フランク・ウィリアムズはチャンピオン争いへの挑戦に対して語るのに慎重であった。しかしながらフェラーリのリードは13ポイントで、チームはシーズン終了までに挑戦する機会があると信じていた。

## 決勝
| 順位     | No | ドライバー                       | チーム                  | 周回 | タイム       | グリッド | ポイント |
| -------- | -- | -------------------------------- | ----------------------- | ---- | ------------ | -------- | -------- |
| 1        | 4  | ラルフ・シューマッハ             | ウィリアムズ-BMW        | 60   | 1:34:43.622  | 3        | 10       |
| 2        | 3  | ファン・パブロ・モントーヤ       | ウィリアムズ-BMW        | 60   | +16.821      | 4        | 8        |
| 3        | 2  | ルーベンス・バリチェロ           | フェラーリ              | 60   | +39.673      | 5        | 6        |
| 4        | 8  | フェルナンド・アロンソ           | ルノー                  | 60   | +1:05.731    | 8        | 5        |
| 5        | 1  | ミハエル・シューマッハ           | フェラーリ              | 60   | +1:06.162    | 2        | 4        |
| 6        | 14 | マーク・ウェバー                 | ジャガー-コスワース     | 59   | +1 Lap       | 11       | 3        |
| 7        | 17 | ジェンソン・バトン               | B・A・R-ホンダ          | 59   | +1 Lap       | 12       | 2        |
| 8        | 9  | ニック・ハイドフェルド           | ザウバー-ペトロナス     | 59   | +1 Lap       | 20       | 1        |
| 9        | 10 | ハインツ＝ハラルド・フレンツェン | ザウバー-ペトロナス     | 59   | +1 Lap       | 15       |          |
| 10       | 15 | アントニオ・ピッツォニア         | ジャガー-コスワース     | 59   | +1 Lap       | 16       |          |
| 11       | 12 | ラルフ・ファーマン               | ジョーダン-フォード     | 58   | +2 Laps      | 14       |          |
| 12       | 11 | ジャンカルロ・フィジケラ         | ジョーダン-フォード     | 58   | +2 Laps      | 13       |          |
| 13       | 18 | ジャスティン・ウィルソン         | ミナルディ-コスワース   | 58   | +2 Laps      | 19       |          |
| 14       | 19 | ヨス・フェルスタッペン           | ミナルディ-コスワース   | 57   | +3 Laps      | 18       |          |
| 15       | 5  | デビッド・クルサード             | マクラーレン-メルセデス | 56   | スピン       | 9        |          |
| リタイア | 21 | クリスチアーノ・ダ・マッタ       | トヨタ                  | 53   | エンジン     | 10       |          |
| リタイア | 16 | ジャック・ヴィルヌーヴ           | B・A・R-ホンダ          | 51   | ギアボックス | 17       |          |
| リタイア | 7  | ヤルノ・トゥルーリ               | ルノー                  | 37   | 燃料圧       | 6        |          |
| リタイア | 20 | オリビエ・パニス                 | トヨタ                  | 37   | スピン       | 7        |          |
| リタイア | 6  | キミ・ライコネン                 | マクラーレン-メルセデス | 25   | エンジン     | 1        |          |

## 第9戦終了時点でのランキング
| 順位 | ドライバー                 | ポイント |
| ---- | -------------------------- | -------- |
| 1    | ミハエル・シューマッハ     | 58       |
| 2    | キミ・ライコネン           | 51       |
| 3    | ラルフ・シューマッハ       | 43       |
| 4    | フェルナンド・アロンソ     | 39       |
| 5    | ファン・パブロ・モントーヤ | 39       |

| 順位 | コンストラクター        | ポイント |
| ---- | ----------------------- | -------- |
| 1    | フェラーリ              | 95       |
| 2    | ウィリアムズ-BMW        | 82       |
| 3    | マクラーレン-メルセデス | 76       |
| 4    | ルノー                  | 52       |
| 5    | B・A・R-ホンダ          | 13       |

- 注：ドライバー、コンストラクター共にトップ5のみ表示。